# 존 맥도웰
존 헨리 맥도웰(John Henry McDowell, 1942년 3월 7일 ~ )은 남아프리카 연방 출신의 철학자이다. 유니버시티 컬리지, 옥스포드(University College, Oxford)의 연구원이었으며, 현재는 피츠버그 대학교의 교수이다. 형이상학, 인식론, 고대 철학, 메타윤리학에 대하여 집중적으로 저술하였으나 그의 가장 영향력 있는 저술은 심리 철학과 언어 철학에 관한 것이다.
맥도웰은 철학을 안정의 기능을 가진 것으로서 모든 것을 그것이 그러한 대로 놔두는 것으로 이해하며, (비록 맥도웰은 자신을 정적주의자로 여기지는 않지만) 이는 철학적 정적주의(quietism)의 한 형태가 된다고 이해한다. 철학적인 정적주의자는 철학은, 예를 들면 사유와 토론이 어떻게 세계와 관계하는지에 대해서 설명하지 못하지만 혼란스러운 철학자를 지적인 정적 상태로 되돌릴 수는 있다고 믿는다.